# Thomas Sitte

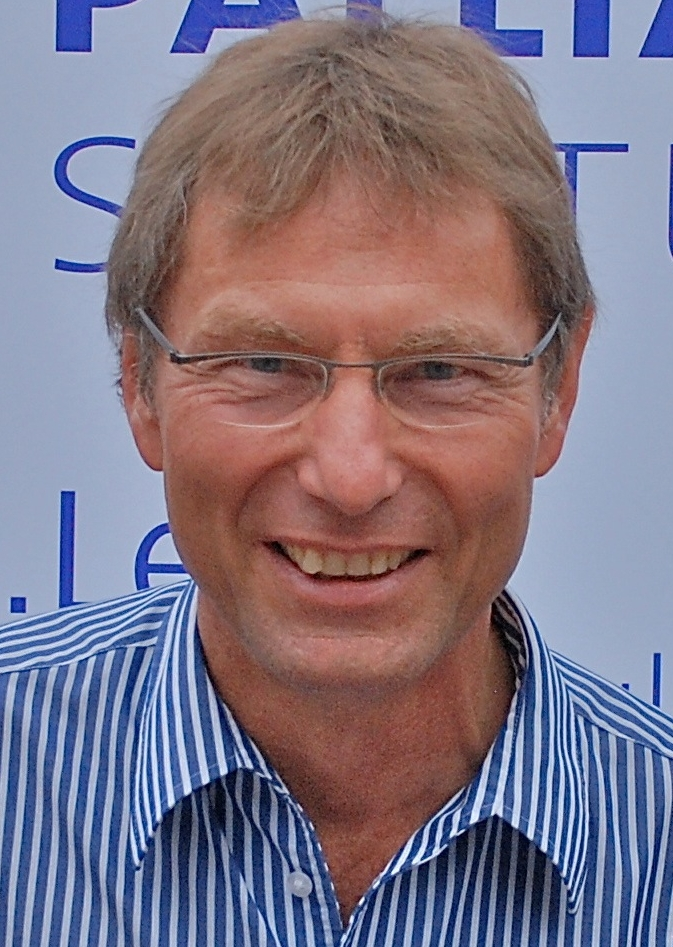
Thomas Sitte (2011)

Thomas Sitte (* 9. Mai 1958 in Oberlemp) ist ein Palliativmediziner und Autor zahlreicher Bücher und Publikationen zur Palliativmedizin und Demenz. Er gehört zu den acht Gründerstiftern, die am 8. Mai 2010 die im hessischen Fulda ansässige Deutsche PalliativStiftung (DPS) ins Leben riefen. Als deren Vorstandsvorsitzender setzt er sich gemeinsam mit engagierten Laien, Fachleuten sowie haupt- und ehrenamtlichen Mitarbeitern für die Verbesserung der Hospizarbeit und Palliativversorgung für schwerkranke und sterbende Menschen in Deutschland ein.

## Leben
Von 1959 bis 1979 wuchs Thomas Sitte in Wetzlar  auf. Von 1979 bis 1986 studierte er Medizin an Universitäten in Bochum, Bonn, Würzburg und Berlin. 1986 erhielt er seine Approbation als Arzt.
Von 1986 bis 1996 bildete sich Thomas Sitte zum Facharzt für Anästhesiologie in Nordhorn und Fulda weiter. Von 1996 bis 1999 arbeitete er als Facharzt für Anästhesiologie am Klinikum Fulda sowie als Funktionsoberarzt am Kreiskrankenhaus Lauterbach. Von April 1999 bis September 2009 war Sitte als niedergelassener Arzt tätig, und er erwarb verschiedene ärztliche Zusatzqualifikationen auf den Gebieten Notfall-, Palliativ- und Sportmedizin, Spezieller Schmerztherapie und Psychosomatischer Grundversorgung.
Im November 2012 gründete Sitte die Pro PalliativNetz GmbH & Co. KG, deren Geschäftsführer er zugleich ist. Im November 2013 erhielt Thomas Sitte einen Lehrauftrag an der Evangelischen Hochschule Darmstadt. Von 2014 bis 2016 war Thomas Sitte als Palliativmediziner im Hamburger Kinderhospiz „Sternenbrücke“ tätig. Danach arbeitete er in Teilzeit im Kinderpalliativteam Kleine Riesen Nordhessen und als Oberarzt der Palliativstation an der Helios St. Elisabeth Klinik Hünfeld. Seit 2020 ist er in Teilzeit in einer Arztpraxis angestellt. 
Thomas Sitte ist seit 1984 verheiratet. Mit seiner Frau hat er drei gemeinsame Kinder.

## Auszeichnungen
- 2023 Bundesverdienstkreuz am Bande
- 2016 Palliative Award der Stiftung Deutsche Anästhesiologie
- Seit 2014 Ehrenmitgliedschaft im Fachverband SAPV e. V.
- 2013 Landesauszeichnung „Soziales Bürgerengagement 2013“ der hessischen Landesregierung[8]
- 2011 „Deutscher Schmerzpreis 2011“ der Deutschen Gesellschaft für Schmerztherapie e. V. und der Deutschen Schmerzliga e. V.[9]

## Positionen
Thomas Sitte spricht sich gegen eine organisierte beziehungsweise geschäftsmäßige Beihilfe zum Suizid aus. Er plädiert für andere Lösungen auf dem Weg zum Lebensende. Seine Erfahrung zeige ihm, dass die meisten Menschen nicht sterben, sondern nur nicht leiden wollen. „Wenn man ihnen diese Angst nimmt, verlangen sie in der Regel keine Sterbehilfe“, so Sitte. Sterbebegleitung sei nicht Sterbehilfe, stattdessen müsse die Palliativversorgung gestärkt und ausgebaut werden. Demnach erreiche Palliativversorgung, „dass die Kranken nicht nur besser sterben, sondern auch länger und besser leben können, wenn sie von echten, engagierten Experten exzellent begleitet werden“. Diese Position vertrat Sitte unter anderem im Deutschen Bundestag. In seiner Funktion als Vorstandsvorsitzender der Deutschen PalliativStiftung war Sitte als Sachverständiger im September 2015 zu der Bundestagssitzung eingeladen, die sich mit den Entwürfen für das Gesetz zur Strafbarkeit der geschäftsmäßigen Förderung der Selbsttötung befasste. Während der öffentlichen Anhörung forderte er außerdem mehr Aufklärung über die Möglichkeiten der Palliativmedizin – ähnlich der Kampagnen für mehr Organspendebereitschaft – „für das, was geht, das, was man darf und was man auch durchaus als Patient fordern darf.“
Seit 2016 gehört Sitte auf Grund seines Engagements der Pal-Life-Expertengruppe der Päpstlichen Akademie für das Leben an, die er selber mit angestoßen hat, um die Möglichkeiten der hospizlich-palliativen Versorgung weltweit zu verbreiten.

## Veröffentlichungen (Auswahl)
- Tauchmedizin. und Sport bei Palliativpatienten. In: R. Raschka, L. Nitsche (Hrsg.): Praktische Sportmedizin. Thieme, Stuttgart 2016, ISBN 978-3-13-175611-4.
- Palliative Versorgungsnetze – Viele Wege führen nach Rom. und Medikamente in der Palliativversorgung. Offene Fragen! In: A. Wienke, K. Janke, T. Sitte, T. Graf-Baumann (Hrsg.): Aktuelle Rechtsfragen der Palliativversorgung. Springer, Heidelberg 2016, ISBN 978-3-662-48233-9.
- Lebenshilfe. Sterbehilfe. Tötungshilfe. Palliative Versorgung statt Beihilfe zum Suizid und Tötung auf Verlangen. In: M. Brand (Hrsg.): Sterbehilfe oder Sterbebegleitung. Die Debatte. Herder, Freiburg 2015, ISBN 978-3-451-30623-5.
- Vorsorge und Begleitung für das Lebensende. Springer, Heidelberg 2014, ISBN 978-3-662-44346-0.
- Palliativpflege durch Angehörige. Beck, München 2014, ISBN 978-3-406-66150-1.
- mit Ingmar Hornke und Eckhard Eichner (Hrsg.): Ambulante Palliativversorgung – Ein Handbuch für die Praxis. 2. Auflage. Deutscher Palliativ Verlag, 2014.
- Forum KinderHospiz. Deutscher Palliativ Verlag, 2014.
- Die Pflegetipps – Palliative Care. 16. Auflage. Deutscher Palliativ Verlag, 2016.
- mit M. Thöns: Repetitorium Palliativmedizin. Springer Medizin Verlag, 2013. Neuauflage 2016
- mit A. May: Rechtsfragen am Lebensende. Deutscher Palliativ Verlag, 2013.
- mit J. Hübner (Hrsg.): Komplementäre und Alternative Medizin in der Palliativversorgung. 1. Auflage. Deutscher Palliativ Verlag, 2013.
- Palliativversorgung. In: Das Gesundheitswesen in Deutschland. Deutscher Ärzte Verlag, 2012.
- 13 Aachener Thesen zur Ambulanten PalliativVersorgung. und Recht auf Schmerzlinderung in palliativer Situation. und Entstehung und Gründung der Deutschen PalliativStiftung. In: Praxishandbuch Palliativpflege und Schmerzmanagement. 20. aktualisierte Auflage. Forum Verlag, 2011.
- Doping und Narkotika. In: Doping im Sport. Schattauer Verlag, 2010.